# Norddeich (Norden)
Norddeich (Platduits: Nörddiek) is een stadsdeel van de stad Norden in Duitsland met ongeveer 1750 inwoners. Het ligt in het noordwesten van Oost-Friesland, vlak bij de Waddenzeekust en is sinds 2010 een door de staat erkend Noordzeeheilbad.

## Geografie

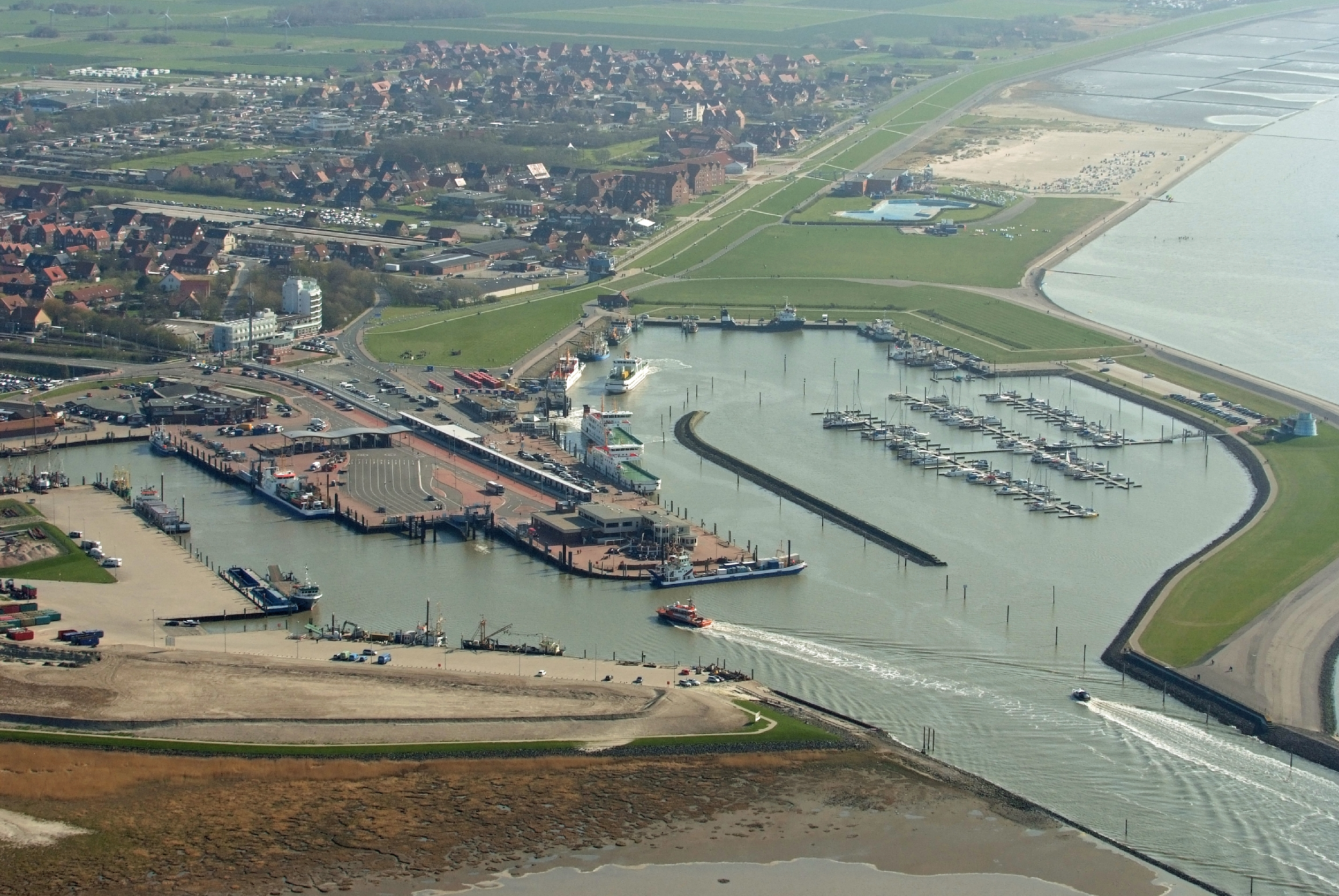
Haven van Norddeich

Norddeich behoort tot de stad Norden. In het noorden grenst Norddeich aan de Waddenzee, in het oosten en westen aan de stadsdelen Ostermarsch en Westermarsch II. In het zuiden grenst het aan de kernstad Norden. Toerisme is het belangrijkste kenmerk van Norddeich. De haven speelt een belangrijke rol als knooppunt voor de verbinding met de nabijgelegen eilanden Juist en Norderney.